# UFC on FOX 29
UFC on FOX 29: Poirier vs. Gaethje（ユーエフシー・オン・フォックス・トゥエンティーナイン：ポイエー・バーサス・ゲイジー）は、アメリカ合衆国の総合格闘技団体「UFC」の大会の一つ。2018年4月14日、アリゾナ州グレンデールのヒラ・リバー・アリーナで開催された。

## 大会概要
本大会ではダスティン・ポイエーとジャスティン・ゲイジーによるライト級戦が組まれた。

## 試合結果

### アーリープレリム
第1試合 バンタム級 5分3R
○  ルーク・サンダース vs.  パトリック・ウィリアムス ×
3R終了 判定3-0（30-27、30-27、29-28）
第2試合 バンタム級 5分3R
○  アレハンドロ・ペレス vs.  マシュー・ロペス ×
2R 3:42 TKO（膝蹴り→パンチ連打）
第3試合 ヘビー級 5分3R
○  アダム・ウィチョレク vs.  アルジャン・ブラー ×
2R 1:59 オモプラッタ
第4試合 ウェルター級 5分3R
○  岡見勇信 vs.  ディエゴ・リマ ×
3R終了 判定3-0（30-26、30-26、30-26）
第5試合 女子フライ級 5分3R
○  ローレン・ミューラー vs.  シェナ・ドブソン ×
3R終了 判定3-0（29-28、29-28、29-28）
第6試合 ライト級 5分3R
○  ギルバート・バーンズ vs.  ダン・モレット ×
2R 0:59 KO（右フック）

### プレリミナリーカード
第7試合 ミドル級 5分3R
○  ブラッド・タヴァレス vs.  クリストフ・ヨトゥコ ×
3R 2:16 TKO（右フック→パウンド）
第8試合 フライ級 5分3R
○  ジョン・モラガ vs.  ウィルソン・ヘイス ×
3R終了 判定3-0（29-28、29-28、29-28）
第9試合 ウェルター級 5分3R
○  ムスリム・サリコフ vs.  リッキー・レイニー ×
2R 4:12 TKO（右フック→パウンド）
第10試合 ミドル級 5分3R
○  アントニオ・カルロス・ジュニオール vs.  ティム・ボッシュ ×
1R 4:28 リアネイキッドチョーク

### メインカード
第11試合 女子ストロー級 5分3R
○  ミシェル・ウォーターソン vs.  コートニー・ケイシー ×
3R終了 判定2-1（29-28、28-29、29-28）
第12試合 ミドル級 5分3R
○  イスラエル・アデサンヤ vs.  マーヴィン・ヴェットーリ ×
3R終了 判定2-1（29-28、28-29、29-28）
第13試合 ウェルター級 5分3R
○  アレックス・オリベイラ vs.  カーロス・コンディット ×
2R 3:17 ギロチンチョーク
第14試合 ライト級 5分5R
○  ダスティン・ポイエー vs.  ジャスティン・ゲイジー ×
4R 0:33 TKO（左ストレート→右ストレート）

### 各賞
ファイト・オブ・ザ・ナイト： ダスティン・ポイエー vs. ジャスティン・ゲイジー
パフォーマンス・オブ・ザ・ナイト： アレックス・オリベイラ、アダム・ウィチョレク
各選手にはボーナスとして5万ドルが授与された。

### カード変更
負傷などによるカードの変更は以下の通り。